# Hãn quốc Kokand

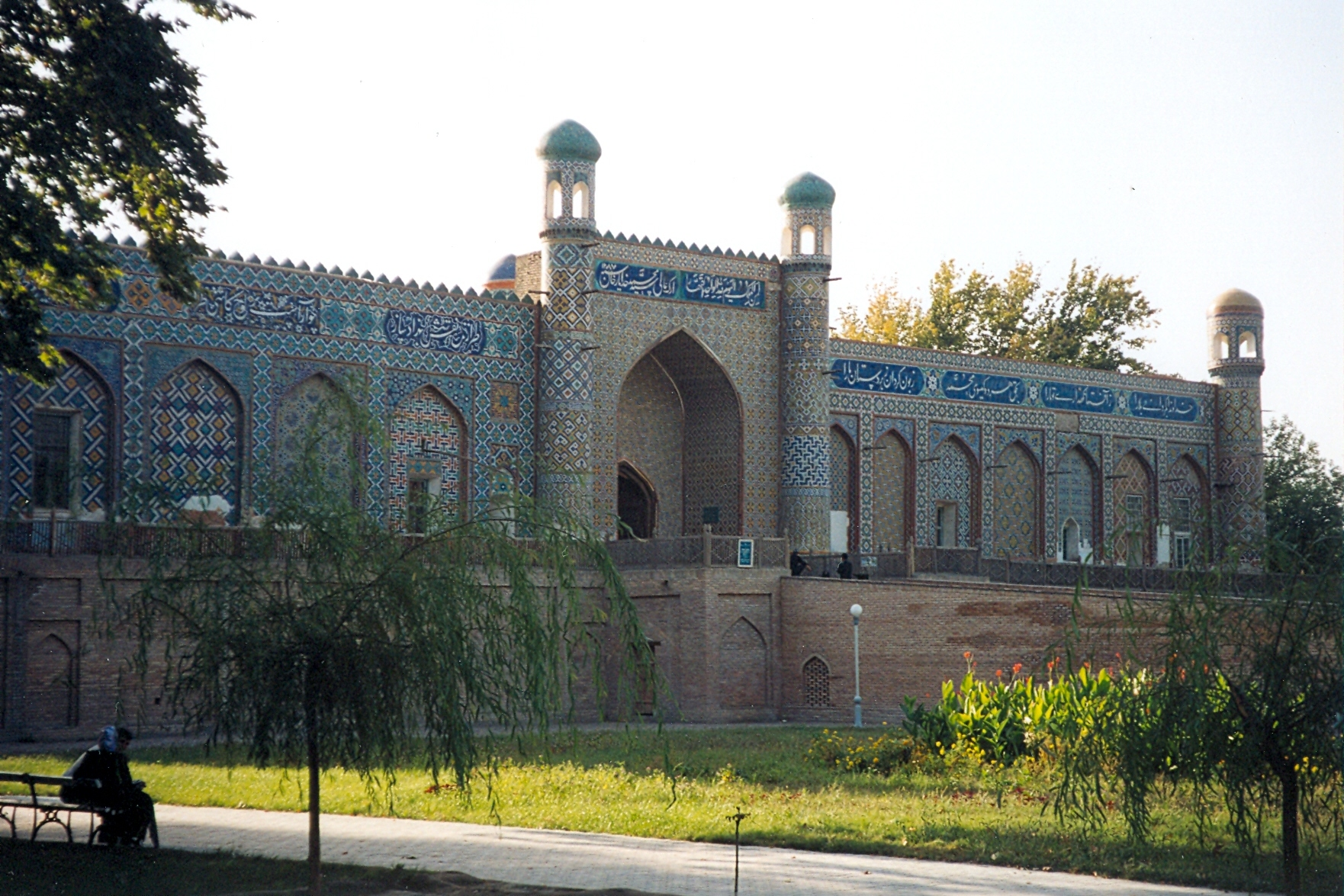
Cung điện của Hãn, Kokand.

Hãn quốc Kokand (tiếng Uzbek: Qo‘qon Xonligi, Қўқон Хонлиги, قۇقان خانلىگى; tiếng Kyrgyz: Кокон хандыгы, đã Latinh hoá: Qoqon xandığı, قوقون حاندىعى; tiếng Ba Tư: خانات خوقند, đã Latinh hoá: Xânâte Xuqand) là một quốc gia Trung Á  trong Thung lũng Fergana tồn tại từ 1709–1876 bao gồm lãnh thổ những quốc gia ngày nay như Kyrgyzstan, đông phần Uzbekistan và Tajikistan, và đông nam Kazakhstan. Địa danh này còn được viết là Khoqand nhất là trong các ấn phẩm học thuật hiện đại.

## Lịch sử
Hãn quốc Kokand có mặt từ khi tiểu vương Shaybanid Shahrukh người Uzbek sáng lập năm 1709 ở đông phần thung lũng Fergana, tách khỏi Hãn quốc Bukhara.  Shahrukh thiết triều ở thành Kokand rồi truyền ngôi cho con là Abd al-Karim, rồi đến đời cháu là Narbuta Biy thì hãn quốc càng mở rộng, thành quách chỉnh trang. Đến cuối thế kỷ 18 (1774-98) thì Kokand gửi sứ xưng thần với Nhà Thanh.
Khi cháu bốn đời của Shahrukh là Alim lên làm hãn thì việc triều chính suy đồi. Alim có tiếng là tàn nhẫn, hiếu sát. Alim phái quân đánh lấy tây phần Thung lũng Fergana, chiếm các xứ Khujand và Tashkent nhưng lại bị người anh là Umar giết năm 1810. Con của Umar là Mohammed Ali mới 12 tuổi được lập làm ấu chúa, xưng là Madali Hãn. Đây là thời điểm hãn quốc Kokand đạt diện tích lớn nhất. Uy danh Kokand lan rộng nên Kokand được quyền phong tước Khoja cho giáo chủ xứ Kashgar như trường hợp Jahangir Khoja.
Năm 1841 trong khi Nga và Anh bành trướng ở Trung Á, Công ty Đông Ấn Anh phái Arthur Conolly lên Kokand hầu thuyết phục các hãn quốc đoàn kết chống lại sự xâm nhập ngày càng mạnh của Đế quốc Nga. Việc chưa thành thì Tháng 11 năm 1841, khi nghe tin Đại tá Charles Stoddart bị hãn quốc Bukhara bắt giam, Conolly rời Kokand đi Bukhara tìm cách giải cứu nhưng bị 
Nasrullah Hãn của Bukhara bắt được và đem hành quyết cả hai vào ngày 24 Tháng 6 năm 1842.
Madali Hãn biết tin, sợ bị lụy vì đã tiếp Conolly ở Kokand nên sai người cầu viện quân Nga. Nasrullah lấy đó làm hiềm nên cấu kết với quan lại Kokand kéo quân đánh úp lấy Kokand năm 1842, bắt được anh em Madali cùng phi tần của Umar là thi sĩ Nodira đem giết cả. Nasrullah sai lập em họ của Madali là Shir Ali làm hãn chúa Tháng 6 năm 1842. Từ đó Kokand rơi vào tình trạng phân hóa kéo dài 20 năm, trong thì nội loạn, ngoài thì bị Bukhara và Nga xâm lấn. Con của Shir Ali là Khudayar lên ngôi năm 1845 cố củng cố quyền lực đến 1858 thì mất. Quân Bukhara của Nasrullah lại kéo sang Kokand đánh phá lần nữa năm 1865. Cùng lúc đó Đế quốc Nga lấn chiếm các tiểu quốc Trung Á, tiếp thu Tashkent ngày 28 Tháng 6 năm 1865 rồi chiếm lấy thành Khujand của Kokand năm 1867.